# Periope longiceps
Periope longiceps är en stekelart som beskrevs av Bauer 1968. Periope longiceps ingår i släktet Periope och familjen brokparasitsteklar. Inga underarter finns listade i Catalogue of Life.